# Burton (Washington)
Burton az Amerikai Egyesült Államok északnyugati részén, Washington állam King megyéjében, a Vashon-szigeten elhelyezkedő önkormányzat nélküli település.
A Burton nevet illinois-i szülővárosára utalva Mrs. Miles Hatch választotta 1892-ben.

## Fordítás
- Ez a szócikk részben vagy egészben  a   Burton, Washington című angol Wikipédia-szócikk ezen változatának fordításán alapul.  Az eredeti cikk szerkesztőit annak laptörténete sorolja fel. Ez a jelzés csupán a megfogalmazás eredetét és a szerzői jogokat jelzi, nem szolgál a cikkben szereplő információk forrásmegjelöléseként.